# 卡布里卡 (電視劇)
《卡布里卡》是一部美國科幻電視劇，属于重新改编上映的《太空堡垒卡拉狄加》系列的前傳之一其故事發生在《太空堡垒卡拉狄加》主线剧情58年之前，描绘了人類如何首先創造了賽昂機器人、後者將如何轉向對抗他們的人類主人，以及赛昂人一神教信仰的渊源。
《卡布里卡》中的主要出场人物包括后来的战星卡拉狄加指挥官威廉·阿達瑪的父親 Joseph 和叔叔 Sam，两人都是家族黑帮 Ha'la'tha 的成员；创造赛昂人编码的 Zoe Graystone 以及她的父亲 Daniel Graystone，Daniel 所领导的 Graystone 公司正是后来生产赛昂人早期硬件型号的主要集团； Zoe 所属的极端教派 STO 的修女教师 Clarice Willow ，她为了利用 Zoe 设计的赛昂人代码实现自己的宗教与政治目的，也成为赛昂人最终诞生的重要推手。
2009年4月21日，試點的擴展版在 DVD 和数字下载上獨家首映。第一季於2010年1月22日在美國的 Syfy、加拿大的 Space 和英國的 Sky1 上首演，在第一季中期中斷之前一共播出了九集，包括兩個小時的試播。第一季的後半部分（第 1.5 季）於2010年10月5日開始在 Syfy 和 Space 上播出。
2010年10月27日，Syfy 以收視率低為由取消了該節目，並將該系列節目的其餘五集從播出日程中退出。10.該系列繼續按計劃在 Space 上播出，於2010年11月30日結束。其餘劇集於2010年12月21日在美國的 DVD 上發行，並於2011年1月4日在 Syfy 上以燃燒的馬拉松節目播出。

## 剧情
科波的十二殖民地毁灭的58年前，在都会星球卡布里卡上，宗教极端组织 STO 的青少年成员 Zoe 的与其男朋友 Ben 离家出走去 STO 的大本营杰米农星球。但 Ben 却在列车上引爆炸弹，导致他们二人及全车乘客均死难。而列车上还有 Ha'la'tha 的成员 Joseph 的女儿。 Zoe 死后，她在虚拟网络世界创造的她的数据拷贝体却留了下来，并成为她的意识继续存在的载体，Zoe 的父亲 Daniel Graystone 发现这个秘密后，便试图利用 Graystone 公司的力量和这个数据拷贝体“复活”死去的 Zoe，Zoe 成为了第一个机械身体与自由意识结合的新物种——赛昂人。在得知赛昂技术的存在后，Joseph 及 Ha'la'tha 组织，Zoe 的老师 Clarice 和背后的 STO 组织，或为了复活自己死去的亲人，或为了扩充自己的势力，或为了实现自己死后得到“救赎”和永生的宗教信仰，对赛昂技术开始了连番的争夺。最终，因为 Graystone 公司的赛昂人阻止了 STO 的爆炸阴谋被视为英雄，赛昂技术在殖民地世界大规模推广开来；而 STO 继续在赛昂人的虚拟网络世界中秘密传教，向赛昂人宣传他们的一神教信仰，并挑拨与他们的创造者的关系；Daniel Graystone 与其妻子利用先进的工业和医学技术，创造了第一个赛昂仿生培养皿，将他们的“女儿” Zoe 复活成功。而影片在 Clarice 向赛昂人慷慨激昂的传教声中结束，也暗示着未来赛昂人终将走上向殖民地人类倒戈一击的道路，两个种族间的战争不可避免。

## 评价
因为作品涉及宗教、哲学等较深奥的命题，虽然其整体收视率不佳，但《卡布里卡》仍得到了较为积极的评价。
Home Media Magazin 的約翰·拉切姆寫道，卡普里卡擁有“粉丝们對卡拉狄加所期待的相同黑暗色彩和豐富情节”。他還寫道，該節目“‘喚起‘一種類似於 Gattaca 的感覺，描述了一個潛在不遠的，同時注入黑客帝国和終結者電影元素、并在二者之间建立密切联系的未来。”
紐約時報的邁克·黑爾则將卡布里卡描述為“卡拉狄加的孩子”，“還沒有發展出足夠的幽默或真實的内核”，無法超越正剧太空堡垒卡拉狄加的高度。黑爾的結論是，與其前身相比，“卡布里卡一般来看比卡拉狄加更加普通”。
Metacritic 將這個節目列為來自評論家的 72 分， 表示「普遍好評」。

### 奖项
| 奖项                   | 类别                               | 被提名者 | 剧集                   | 结果 |
| ---------------------- | ---------------------------------- | --- | ---------------------- | ---- |
| 黄金时段艾美奖         | 系列杰出特殊视觉效果               | Gary Hutzel, Mike Gibson, Doug Drexler, Jesse Toves, Kyle Toucher, Pierre Drolet, Heather McAuliff, Derek Ledbetter, David R. Morton                   | "There is Another Sky" | 提名 |
| 电影音讯协会奖         | DVD 原创程序设计声音混合杰出成就奖 | Mike Olman, Ken Kobett, William Skinner |                        | 提名 |
| IGN 夏季电影奖         | 最佳电视科幻系列                   | |                        | 提名 |
| 国际电影音乐家评论协会 | 电视最佳原创得分奖                 | Bear McCreary |                        | 提名 |
| 利奥奖                 | 电视剧最佳女配角                   | Genevieve Buechner | "There is Another Sky" | 提名 |
| 电影声音编辑器         | 最佳声音编辑-直接视频-即时动作     | Daniel Colman, Jack Levy, Jeff K. Brunello, Sam C. Lewis, Vince Balunas, Sara Bencivenga, Stefani Feldman, Michael Baber, Doug Madick, Monique Reymond | "Apotheosis"           | 提名 |
| 视觉效果协会y          | 广播系列中出色的视觉效果           | Mike Gibson, Gary Hutzel, David R. Morton, Jesse Toves                                                                                                 |                        | 獲獎 |